# Callipara bullatiana
Callipara bullatiana is een slakkensoort uit de familie van de Volutidae. De wetenschappelijke naam van de soort werd voor het eerst geldig gepubliceerd in 1967 door Weaver & duPont.